# Miljan Zekić
Miljan Zekić, né le 12 juillet 1988 à Belgrade, est un joueur de tennis serbe, professionnel depuis 2007.

## Carrière
Principalement actif sur le circuit ITF, il y a remporté un total de 17 titres en simple et 19 en double.
En 2016, issu des qualifications, il remporte le tournoi Challenger de Todi et atteint peu après une finale à Banja Luka. En 2017, il se qualifie pour les tournois ATP d'Umag et de Kitzbühel où il bat deux joueurs du top 100 dont Andrey Kuznetsov au premier tour.
En 2018, bien qu'il soit classé au-delà de la 300e place mondiale, il est sélectionné pour le premier tour de la Coupe Davis pour jouer le match de double face aux États-Unis.

## Parcours enCoupe Davis
| #                                                          | Date          | Lieu | Surface      | Gagnant(s)                  | Perdant(s)                    | Score               |          |
|                                                            |               |      |              |                             |                               |                     |          |
| 2018 - 1er tour (groupe mondial) - Serbie - États-Unis 1:3 |               |      |              |                             |                               |                     |          |
| 1                                                          | 02-04/02/2018 | Niš  | Terre (int.) | Ryan Harrison Steve Johnson | Nikola Milojević Miljan Zekić | 63-7, 6-2, 7-5, 6-4 | Parcours |

## Classements ATP en fin de saison
| Année          | 2006 | 2007 | 2008 | 2009 | 2010 | 2011 | 2012 | 2013 | 2014 | 2015 | 2016 | 2017 |
| Rang en simple | 1045 | 846  | 722  | 830  | 507  | 308  | 435  | 422  | 404  | 273  | 199  | 345  |
| Rang en double | 1467 | 735  | 612  | 563  | 312  | 680  | 348  | 419  | 623  | 464  | 702  | -    |

Source : (en) Classements de Miljan Zekić sur le site officiel de la Fédération internationale de tennis